# Olympische Winterspiele 2010/Ski Alpin – Abfahrt (Frauen)
Die Abfahrt der Frauen bei den Olympischen Winterspielen 2010 wurde am 17. Februar 2010 im Skigebiet Whistler Creekside ausgetragen.
Die wegen Schlechtwetters um drei Tage verschobene Frauenabfahrt präsentierte sich sehr uneben und kraftraubend, konnte aber bei fairen Bedingungen ausgetragen werden (Sonnenschein, Temperaturen leicht über den Gefrierpunkt). Erschwerend kam hinzu, dass keine der Fahrerinnen zuvor einen ganzen Trainingslauf absolvieren konnte. Stattdessen war ein in zwei Hälften geteiltes Training durchgeführt worden. Wegen der mangelnden Vorbereitung kam es im Rennen zu einigen dramatischen Szenen. Anja Pärson stürzte nach einem fast 60 Meter weiten Flug beim Zielsprung, bis dahin war die Schwedin mit zweitbester Zwischenzeit auf Medaillenkurs. Ebenfalls beim Zielsprung kamen Dominique Gisin und Daniela Merighetti zu Fall, blieben aber wie Pärson ohne gravierende Verletzungen. Dagegen verletzten sich Edit Miklós, die im Mittelteil in die Fangzäune fiel, und Marion Rolland, die sich bei einem harmlos aussehenden Sturz wenige Meter nach dem Start (bekam die Stöcke zwischen die Ski) einen Kreuzbandriss zuzog. Die Piste wurde danach teilweise als zu gefährlich kritisiert, dagegen bezeichneten mehrere Athletinnen Franz’s Downhill als olympiawürdige Herausforderung.
Elisabeth Görgl fuhr mit Startnummer 5 eine erste ernstzunehmende Richtzeit und übernahm deutlich die Führung. Julia Mancuso sorgte für eine Überraschung und war nochmals 0,9 Sekunden schneller; in den zwei Jahren zuvor war sie weit von der Bestform entfernt gewesen und hatte nie auf dem Podest gestanden. Als einzige ihrer Favoritenrolle gerecht wurde Lindsey Vonn, die fünf der sechs Weltcupabfahrten in diesem Winter für sich entschieden hatte. Sie hielt dem von den amerikanischen Medien erzeugten Druck stand, unterbot Mancusos Zeit um 0,56 Sekunden und sicherte sich den Sieg. Görgl führte eine Familientradition fort: Ihre Mutter Traudl Hecher hatte 1960 und 1964 Abfahrts-Bronze gewonnen.

## Ergebnisse
| Rang | Stnr. | Athletin                   | Nation             | Zeit (min) | Defizit (s) |
| ---- | ----- | -------------------------- | ------------------ | ---------- | ----------- |
| 1    | 16    | Lindsey Vonn               | Vereinigte Staaten | 1:44,19    |             |
| 2    | 10    | Julia Mancuso              | Vereinigte Staaten | 1:44,75    | +0,56       |
| 3    | 5     | Elisabeth Görgl            | Österreich         | 1:45,65    | +1,46       |
| 4    | 14    | Andrea Fischbacher         | Österreich         | 1:45,68    | +1,49       |
| 5    | 18    | Fabienne Suter             | Schweiz            | 1:46,17    | +1,98       |
| 6    | 6     | Britt Janyk                | Kanada             | 1:46,21    | +2,02       |
| 7    | 15    | Marie Marchand-Arvier      | Frankreich         | 1:46,22    | +2,03       |
| 8    | 22    | Maria Riesch               | Deutschland        | 1:46,26    | +2,07       |
| 9    | 7     | Lucia Recchia              | Italien            | 1:46,50    | +2,31       |
| 10   | 27    | Gina Stechert              | Deutschland        | 1:46,93    | +2,74       |
| 11   | 4     | Stacey Cook                | Vereinigte Staaten | 1:46,98    | +2,79       |
| 12   | 12    | Nadia Styger               | Schweiz            | 1:47,22    | +3,03       |
| 13   | 2     | Chemmy Alcott              | Großbritannien     | 1:47,31    | +3,12       |
| 14   | 28    | Regina Mader               | Österreich         | 1:47,53    | +3,34       |
| 15   | 3     | Carolina Ruiz Castillo     | Spanien            | 1:47,62    | +3,43       |
| 16   | 17    | Emily Brydon               | Kanada             | 1:47,88    | +3,69       |
| 17   | 8     | Aurélie Revillet           | Frankreich         | 1:47,92    | +3,73       |
| 18   | 24    | Tina Maze                  | Slowenien          | 1:47,94    | +3,75       |
| 19   | 9     | Nadja Kamer                | Schweiz            | 1:48,14    | +3,95       |
| 20   | 36    | Maruša Ferk                | Slowenien          | 1:48,24    | +4,05       |
| 21   | 37    | Shona Rubens               | Kanada             | 1:48,53    | +4,34       |
| 22   | 26    | Johanna Schnarf            | Italien            | 1:48,77    | +4,58       |
| 23   | 19    | Ingrid Jacquemod           | Frankreich         | 1:48,85    | +4,66       |
| 24   | 32    | Alexandra Coletti          | Monaco             | 1:48,92    | +4,73       |
| 25   | 29    | Anna Fenninger             | Österreich         | 1:49,95    | +5,76       |
| 26   | 34    | Jelena Prostewa            | Russland           | 1:50,07    | +5,88       |
| 27   | 31    | Šárka Záhrobská            | Tschechien         | 1:50,68    | +6,49       |
| 28   | 39    | Mireia Gutiérrez           | Andorra            | 1:52,87    | +8,68       |
| 29   | 42    | María Belén Simari Birkner | Argentinien        | 1:53,62    | +9,43       |
| 30   | 25    | Jessica Lindell-Vikarby    | Schweden           | 1:53,76    | +9,57       |
| 31   | 38    | Macarena Simari Birkner    | Argentinien        | 1:54,25    | +10,06      |
| 32   | 40    | Agnieszka Gąsienica-Daniel | Polen              | 1:55,10    | +10,91      |
| 33   | 45    | Marija Kirkowa             | Bulgarien          | 1:56,80    | +12,61      |
| 34   | 41    | Noelle Barahona            | Chile              | 1:57,47    | +13,28      |
| 35   | 43    | Anna Berecz                | Ungarn             | 1:57,86    | +13,67      |
| 36   | 44    | Ljudmila Fedotowa          | Kasachstan         | 2:01,58    | +17,39      |
| 37   | 1     | Klára Křížová              | Tschechien         | 2:09,27    | +25,08      |
|      | 33    | Georgia Simmerling         | Kanada             | DNS        |             |
|      | 11    | Dominique Gisin            | Schweiz            | DNF        |             |
|      | 13    | Anja Pärson                | Schweden           | DNF        |             |
|      | 20    | Daniela Merighetti         | Italien            | DNF        |             |
|      | 21    | Edit Miklós                | Rumänien           | DNF        |             |
|      | 30    | Marion Rolland             | Frankreich         | DNF        |             |
|      | 35    | Elena Fanchini             | Italien            | DNF        |             |
|      | 23    | Alice McKennis             | Vereinigte Staaten | DSQ        |             |